# European NAvigator
European Navigator (ENA) va ser l'antic nom de la biblioteca digital de la història de la integració europea i les institucions relacionades. El projecte de recerca està ara en línia a www.cvce.eu, un lloc web dedicat als estudis sobre la integració europea. El projecte fou desenvolupat pel CVCE (Centre Virtuel de la Connaissance sur l'Europe), una empresa pública amb seu a Luxemburg que és recolzada activament pel Ministeri de Cultura, Ensenyament Superior i Recerca. La pàgina web està disponible en anglès i francès, encara que alguns documents estan disponibles en altres idiomes.